# احمد راتب
احمد راتب (عربی: أحمد راتب؛ ۲۳ ژانویهٔ ۱۹۴۹ – ۱۴ دسامبر ۲۰۱۶) هنرپیشه اهل مصر بود. اوسابقه حضور در بیش از شصت فیلم را در کارنامه دارد.
از فیلم‌ها یا برنامه‌های تلویزیونی که وی در آن نقش داشته‌است می‌توان به ساختمان یعقوبیان، گدا، و تروریسم اشاره کرد.